# Pedro Cabillón
Pedro Cabillón fue un futbolista argentino que nació el 13 de febrero de 1921, destacado por su participación en el club colombiano Millonarios donde registro un promedio goleador de 1,02 siendo una marca difícil de igual o superar.

## Trayectoria
Nacido en Avellaneda, debutó como futbolista en la cuarta división del Club Atlético Quilmes, siendo vinculado en 1937 al primer equipo. Posteriormente incursionó en el fútbol del interior de su país jugando en el Nacional de Mendoza, club con el que obtuvo el campeonato provincial durante tres años consecutivos.
Ingresó en 1945 al recién reestructurado club Millonarios, haciendo parte de la nómina de jugadores profesionales que incursionaron en el fútbol colombiano durante el amateurismo. Por su capacidad goleadora se convertiría en una de las primeras figuras del club bogotano al iniciarse el profesionalismo, llegando a ser goleador en el torneo de 1949 y uno de los protagonistas del primer título obtenido por el equipo azul.
Aunque posteriormente se vería opacado por la presencia de destacadas figuras del fútbol de su país que llegaron ese mismo año a Millonarios como Adolfo Pedernera, Néstor Raúl Rossi y Alfredo Di Stéfano, supo hacer historia en el fútbol colombiano al poseer todavía el récord de mayor número de goles en una temporada de la liga colombiana: 42 anotaciones en 25 partidos. En total jugó 56 encuentros dejando un total de 57 goles para el club bogotano.
También posee el récord de mayor número de goles en partidos consecutivos (16 anotaciones en 9 juegos en 1949), además de haber anotado el primer gol olímpico en el historia de la liga colombiana, el 5 de diciembre de 1948 en un partido contra el Junior de Barranquilla.
Cabillón, delantero argentino, se consagró goleador del torneo con 42 goles en 25 partidos. Millonarios, en 1949, consiguió su primera estrella y fue el equipo con la delantera más efectiva al convertir 103 anotaciones mientras la valla defendida por Ochoa Uribe, que terminó como titular, fue la menos vencida con 37 tantos.

## Clubes
| Club                 | País      | Año         |
| -------------------- | --------- | ----------- |
| Quilmes              | Argentina | 1937 - 1940 |
| Argentino de Mendoza | Argentina | 1941 - 1944 |
| Millonarios          | Colombia  | 1945 - 1950 |
| La Salle             | Venezuela | 1951 - 1952 |

## Carrera Deportiva
| Club        | País     | Temporada | Partidos ligas | Goles ligas |
| ----------- | -------- | --------- | -------------- | ----------- |
| Millonarios | Colombia | 1948      | 18             | 14          |
| Millonarios | Colombia | 1949      | 25             | 42          |
| Millonarios | Colombia | 1950      | 13             | 1           |

## Palmarés

### Títulos nacionales
| Título           | Club        | País     | Año  |
| ---------------- | ----------- | -------- | ---- |
| Primera División | Millonarios | Colombia | 1949 |

### Distinciones individuales
| Distinción                         | Año  |
| ---------------------------------- | ---- |
| Goleador del Campeonato Colombiano | 1949 |